# 张锦刚
张锦刚（1970年4月—），中华人民共和国政治人物，山东省威海市人。1992年8月参加工作，1991年5月加入中国共产党，鞍山钢铁学院钢铁冶金专业毕业，在职研究生学历，工学学士、工学博士学位，教授级高级工程师。曾任中国宝武钢铁集团有限公司副总经理，中共甘肃省委常委、副省长等职务。现任中共青海省委常委、常务副省长。

## 生平
大学毕业后长期在鞍钢工作，曾任鞍钢投资规划部部长，生产协力中心主任，鞍钢集团公司董事会秘书。在鞍钢工作期间，获得东北大学材料工程专业在职研究生学历、工程硕士学位，东北大学材料学专业在职研究生学历、工学博士学位；曾在中国人民大学工商管理课程高级进修班学习；2002年至2009年被借调中国钢铁工业协会任副秘书长。
2015年11月，任宝钢集团有限公司副总经理。2016年10月，任中国宝武钢铁集团有限公司副总经理。2020年5月，任中国宝武钢铁集团有限公司副总经理、党委常委，中南钢铁有限公司董事长、党委书记（2020年11月起）。
2021年3月，转战政界，任甘肃省人民政府副省长、党组成员，负责商务、招商引资、外事、金融、港务建设等方面工作。2022年5月，当选为中共甘肃省委常委。
2024年12月，转任青海省委常委、省政府党组副书记。